# Osip Nay
Pour les articles homonymes, voir Nye.
Joseph Nye ou Osip Nay (? - 1737), (russe : Осип Най) est un constructeur naval anglais et russe (Korabel'nye master) du premier tiers du XVIIIe siècle .

## Biographie
Pendant le séjour de Pierre Ier en Angleterre, le tsar russe fut grandement impressionné par les connaissances d'un marin anglais instruit, l'amiral Lord Cramarthen, qui possédait une solide érudition dans la théorie et la pratique de la construction navale. C'est sur ses conseils que Pierre Ier étudia en détail le Royal Dockyard à Deptford (près de Londres). L'amiral anglais présenta le tsar russe à plusieurs de ses meilleurs constructeurs navals. Peter aimait particulièrement trois d'entre eux - John Deane, Osip Nay et le jeune Richard Cosenz . Le tsar leur parla souvent et pendant longtemps, écouta leurs histoires et leurs explications. Il devint vite convaincu que les trois Anglais n'étaient pas seulement des spécialistes expérimentés et théoriquement formés, mais aussi des gens très consciencieux. Le tsar russe tenta de les persuader de passer au moins temporairement au service russe. Habituellement avare de dépenses publiques, Pierre Ier leur promit des salaires élevés, ainsi que des grades et des titres. Il réussit à convaincre Deane et Nay d'accepter d'entrer temporairement dans le service russe, et Cosenz promit de réfléchir à la proposition du tsar. Ne voulant pas perdre un temps précieux, Pierre immédiatement conclu un contrat avec Deane et Nay, puis, sans attendre son retour en Russie, les envoya au printemps 1698 à Narva, accompagné de Lukian Verechtchaguine.
Osip Nay et John Deane furent très impressionnés par l'énergie bouillonnante et l'enthousiasme du tsar russe. Laissant quelque temps leurs familles en Angleterre, ils partirent pour une Russie lointaine et inconnue. Pierre, en revanche, vit dans ces deux étrangers des constructeurs navals, mais aussi ses consultants et conseillers pour la construction de navires russes.

## Le travail de Nay à Voronej
La première chose que les deux constructeurs navals britanniques remarquèrent à leur arrivée en Russie fut l'absence de terminologie commune de la construction navale. Outre les anciens termes russes, il y avait du néerlandais, du vénitien, du grec et d'autres langue, ce qui provoqua une confusion totale et ralentit la construction des navires. Les deux Anglais, avec le soutien de Pierre, immédiatement commencèrent à introduire constamment dans la pratique russe la terminologie anglaise de la construction navale, qui à l'époque était la plus précise et la plus parfaite.
Dans les tout premiers jours de leur séjour à Voronej, Deane et Nay commencèrent à préparer leurs premiers navires pour la pose de la quille au chantier naval local. Cependant, l'un d'eux, John Deane, n'eut pas la chance de participer directement à la construction de navires en Russie. En janvier 1699, alors qu'il se trouvait à Moscou pour affaires officielles, il mourut subitement des suites d'une attaque d'angine de poitrine et y fut enterré.
Osip Nay au cours des cinq années suivantes, pour lesquelles il était embauché pour construire des navires, travailla honnêtement, construisant trois navires à Voronej - les «Черепаха (ru)», «Скорпион» et «Цвет войны». À l'expiration du contrat, Osip Nay s'efforça de retourner dans sa famille, ne voulant pas commencer à construire de nouveaux navires. Pierre doubla le salaire de l'Anglais pour le garder en Russie à cette période stressante de la création de la flotte intérieure. Jusqu'en 1708, Osip Nay travailla dans les chantiers navals de Voronej, Tavrov et Osereda. Au fil des ans, il construisit onze navires de 80, 60, 58 et 48 canons. De plus, en même temps, il construisit le yacht personnel de Pierre. Tous les navires d'Osip Nay se distinguèrent par leur force et leur qualité, mais ils se déplaçaient lentement. Ensuite, les Britanniques ne possédaient pas encore les secrets d'une résistance longitudinale fiable et construisaient des navires larges et relativement courts, ce qui affectait négativement leurs performances de conduite.

## Travail de Nay dans l'Amirauté de Saint-Pétersbourg
Lorsqu'après l'échec de la campagne du Prut, la Russie fut privée du droit d'avoir une marine dans la mer d'Azov, Pierre et son gouvernement concentrèrent leurs efforts principaux sur l'accélération de la création de la flotte de la Baltique. C'est alors qu'Osip Nay commença à construire des navires à Saint-Pétersbourg et aux chantiers navals de Ladoga. À cette époque, les premiers constructeurs navals nationaux apparurent en Russie, certains d'entre eux développant eux-mêmes des concepts de navires. Naturellement, au début, ce n'était pas sans erreurs dans les dessins et les calculs. Désireux de venir en aide à ses camarades d'armes russes, Osip Nay en 1710 prépara — Об исправлении, которые надлежит сделать в корабельных чертежах — un manuel de travail sur la correction à apporter aux dessins du navire. Ce manuel contenait non seulement de précieux conseils pratiques, mais aussi leur justification théorique.
L'activité de construction navale d'Osip Nay avant la Bataille d'Hangö Oud en 1714 eut lieu principalement dans la région de la rivière Ijora, au chantier naval duquel il construisit 20 brigantins pour l'escadron des galères de la flotte de la Baltique. Dans les années suivantes,  Osip Nay travailla à l'Amirauté de Saint-Pétersbourg, où il  construisit six navires de 90, 66 et 54 canons, six frégates de 46 et 32 canons et plusieurs navires plus petits.
Après la mort de Pierre, Osip Nay, avec les constructeurs navals les plus proches du défunt tsar, acheva la construction du navire de 100 canons « Pierre I et II (ru)» posé par lui. Nai eut de nombreux étudiants, parmi lesquels d'éminents constructeurs navals russes tels que Fedosei Skliaev et Lukian Verechtchaguine.
Après avoir servi en Russie pendant près de quarante ans, au lieu de trois, comme il l'avait initialement prévu, en 1737, Osip Nye, pour cause de maladie et de vieillesse (il décède a 70 ans), démissionna du service russe avec le grade de capitaine-commandant de la flotte. Au cours des années de service en Russie,  Osip Nay construisit plus de quarante navires militaires et autres, dont la moitié furent des navires à plusieurs canons et des frégates.
En considération de ses services à la construction navale russe, l'Amirauté lui accorda une pension viagère de 500 roubles par an, avec laquelle il se rendit dans son pays natal en Angleterre, où il vécut ses derniers jours.

## Navires construits par Osip Nai
- Черепаха (линейный корабль) (ru), 58 canons
- Святой Илья (фрегат, 1703) (ru), 26 canons
- Шпага (линейный корабль) (ru), 60 canons
- Сулица (линейный корабль) (ru), 60 canons
- Скорпион (линейный корабль) (ru), 60 canons
- Цвет войны (линейный корабль) (ru), 60 canons
- Исаак-Виктория (линейный корабль, 1719) (ru), 66 canons
- Астрахань (линейный корабль, 1720) (ru), 66 canons
- Крейсер (фрегат, 1723), 32 canons
- Яхт-Хунд (фрегат, 1724), 32 canons
- Пётр II (линейный корабль, 1728) (ru), 54 canons
- Слава России (линейный корабль) (ru) (1733), 66 canons
- Северный Орёл (линейный корабль, 1735) (ru), 66 canons